# Creazione del mondo (Dogon)
La Creazione del mondo è un mito delle origini dei Dogon del Mali. Quindi si tratta di una storia sacra trasmessa per via orale, utile anche per rinsaldare e unificare la comunità. Il mito ha la funzione primaria di descrivere come andarono i fatti all'origine della vita, quando da un caos primordiale si diffuse la vita degli esseri viventi.

## Trama
Secondo la narrazione mitologica della Creazione del mondo, il creatore di tutte le cose è Amma.

La Terra è rotonda e piatta e circondata dall'acqua avvolta da un enorme serpente chiamato yuguru na che ha il compito di sostenere la terra. Un palo di ferro sovrasta la terra e sale sino ad un'altra superficie, dato che sono ben sette le terre sovrapposte verso l'alto e altre sette verso il basso, ma solo una è abitata da esseri umani, mentre le altre sono popolate o da esseri con la coda (inne dullogu anna) o da esseri con le corna (inne kekegu anna) più cattivi degli umani. Ogni disco terrestre è illuminato da un Sole ed è immancabile la presenza della Luna. L'acqua che circonda la terra produce la pioggia.

Il sommo Amma ha creato anche gli antenati degli uomini, i geni Yéban che si sono insediati sui massi e i geni Gyinou che sono stati collocati sui grandi alberi.

Amma ha creato prima la donna dal nome Adama a cui ha dato successivamente un marito chiamato Sana ed insieme hanno partorito un maschio ed una femmina che hanno avuto un rapporto incestuoso dal quale è nato un figlio. In quell'epoca le donne comandavano, e gli esseri erano dotati di poteri magicreverti, prevedevano l'avvenire ed erano immortali. 
Curioso era il rapporto con i serpenti che si avvicinavano alle case degli umani per trovare il cibo e ricevevano una buona accoglienza. Dopo un po' di tempo ai serpenti spuntavano gambe, braccia e una testa e si trasformavano in Yéban.